# Ardian Gashi
Ardian Gashi (Đakovica, RFS Yugoslavia, 20 de junio de 1981) es un futbolista kosovar naturalizado noruego que juega como mediocampista. Su actual club es el Odd Grenland BK de Noruega.

## Selección nacional
Entre 2002 y 2003 disputó 18 partidos y anotó dos goles con la selección sub-21 noruega. Debuta en 2004 con la absoluta, disputando 13 partidos hasta 2013. En 2014 jugó su primer partido con la selección de fútbol de Kosovo.
- Datos: Q639363
- Multimedia: Ardian Gashi / Q639363